# Philodendron saxicola
Philodendron saxicola är en kallaväxtart som beskrevs av Kurt Krause. Philodendron saxicola ingår i släktet Philodendron och familjen kallaväxter. Inga underarter finns listade.